# Jens Lekman
Jens Lekman (* 6. února 1981 Göteborg) je švédský zpěvák a kytarista. Z různých důvodů bývá přirovnáván k Stephinu Merrittovi, Morrisseyovi, Jonathanu Richmanovi či Davidu Byrneovi. V letech 2000 až 2003 soukromě nahrál několik svých písní na CD-R. Jeho první skutečné album, které dostalo název When I Said I Wanted to Be Your Dog, vyšlo v roce 2004. Následovalo několik dalších dlouhohrajících alb a řada EP. Rovněž nazpíval duety například s Monttem Mardiem či Tracey Thorn.